# Karl Walter (Organist)
Karl Walter (* 27. Oktober 1862 in Kransberg im Taunus; † 4. Dezember 1929 in Montabaur) war ein deutscher Lehrer, Organist,  Orgel- und Glockensachverständiger. Er war der Vater von Karl Josef Walter, Domorganist am Stephansdom in Wien.

## Leben
Karl Walter war der Sohn von Maria Anna Walter, geb. Reuss, und von Josef Walter. Nach dem Besuch des Gymnasiums besuchte er das Lehrerseminar in Montabaur. Anschließend arbeitete er von 1882 bis 1887 zunächst als Lehrer in Pfaffenwiesbach und Friedrichsthal – nahe seinem Geburtsort Kransberg –, bevor er im Jahr 1888 das Kirchenmusik-Examen an der Kirchenmusikschule Regensburg ablegte.
Von 1889 bis 1893 war er als Lehrer, Chorleiter und Organist in Wiesbaden-Biebrich tätig. Am 1. September 1893 wurde Karl Walter als Seminarlehrer an das Königliche Lehrerseminar in Montabaur berufen. Parallel zu dieser Aufgabe übernahm er den Dienst als Organist am Mutterhaus der Barmherzigen Brüder in Montabaur. 1898 wurde er zum Bundesdirigenten des Lahnsängerbundes gewählt und ein Jahr später zum Diözesan-Orgel- und Glockenbauinspektor im Bistum Limburg ernannt.
1920 wurde Karl Walter an das Lehrerseminar in Prüm versetzt, wo er ab 1924 zusätzlich Seminaroberlehrer an der Aufbauschule wurde. 1927 trat er in den Ruhestand. Gegen Ende des Jahres 1928 zog er zunächst zur Familie seiner Tochter nach Nassau, bevor er im Oktober 1929 zurück nach Montabaur ging, um wieder das Organistenamt am Mutterhaus der Barmherzigen Brüder zu versehen. 
Am 4. Dezember 1929 starb Karl Walter in Montabaur und wurde auf dem Städtischen Friedhof beigesetzt. 
Sein Sohn Karl Josef Walter (* 14. November 1892 in Bieberich am Rhein; † 18. August 1983 in Wien) war auch Organist, Komponist und Pädagoge.

## Schaffen
Bereits 1890 wurde Karl Walter Mitglied der „Gesellschaft für Musikforschung“ in Berlin. Nachdem Hugo Riemann auf ihn aufmerksam geworden war, schrieb Walter in den folgenden Jahren verschiedene Beiträge für Riemanns Musiklexikon. 1898 wurde Karl Walter Mitglied der „Gesellschaft zur Herausgabe der Denkmäler der Tonkunst in Österreich“.
Karl Walter war neben Peter Griesbacher einer der führenden deutschen Glockenexperten seiner Zeit und als Gutachter im In- und Ausland gefragt. Sein Hauptwerk – die Glockenkunde – erschien 1913. Sie gilt noch heute, wenn auch viele Einzeldaten einer Revidierung bedürfen, als das maßgebliche glockenkundliche Nachschlagewerk in deutscher Sprache.
Als Orgelsachverständiger stand Karl Walter den technischen Neuerungen im Orgelbau an der Wende vom 19. zum 20. Jahrhundert offen gegenüber: Einführung der pneumatischen Traktur, der Kegellade und verschiedener Spielhilfen. Auf seine Anregung hin wurde eine Reihe von Orgeln im Bistum Limburg nach den Prinzipien der „romantischen“ Orgel neu- oder umgebaut. Dies führte aber auch zu erheblichen Verlusten an historischer Substanz. Oft blieben nur die historischen Gehäuse erhalten, in die zeitgemäße Orgelwerke eingebaut wurden.

## Werke
Schriften
- Bernhard Kothe: Kleine Orgelbau-Lehre zum Gebrauch an Lehrer-Seminaren und Organistenschulen. 7. vermehrte und ergänzte Auflage von Karl Walter. Kothes Erben, Leobschütz 1911.
- Glockenkunde. Friedrich Pustet, Regensburg/Rom 1913.
- Kleine Glockenkunde. Praktisches Handbuch für Kirchenvorständen und Kirchenmusiker (= Kirchenmusik Bd. 13). Friedrich Pustet, Regensburg/Rom 1916.

ungedruckte Manuskripte
- Orgelbaulexikon. (MS – verschollen)
- Biographische Lexikon der katholischen Kirchenmusiker des 19. und 20. Jahrhunderts. (MS – verschollen)
- Geschichte des deutschen Volksliedes. (MS – verschollen)
- Geschichte des deutschen Kirchenliedes. (MS – verschollen)
- Geschichte der deutschen Orgelbaukunst. (MS – verschollen)

Musikalische Werke
- Liedsätze für gem. Chor, Männerchor - ac. oder mit Instr.-Begleitung. Psalmen in Falsibordoni - Sätzen alter Meister (A T Bar B ). Bearb. von Carolus Walter, Montabaur 1902.
- Orgelbegleitung zu den Melodien des neuen Limburger Gesangbuches. Limburg 1907.
- Laudate Dominum in Organo! Orgelalbum mit Vor-, Zwischen- und Nachspiele zum Gebrauch beim Gottesdienste. Gesammelt und herausgegeben von einem Organisten der Diözese Limburg, Hefte 1–3 als Einzelbände.
Die Hefte erschienen 1907 als Sammelband.